# Phare de Bordj Djillidj
Le phare de Bordj Djillidj est un phare situé au nord-ouest de l'île de Djerba (dépendant du gouvernorat de Médenine en Tunisie).
Les phares de Tunisie sont sous l'autorité du Service des phares et balises de la République tunisienne (SPHB).

## Description
Le Bordj Djillidj ou Borj Djillij se trouve à l'ouest de la ville de Houmt Souk, à proximité de la localité de Mellita. C'est un fort qui est érigé au nord-ouest de l'île de Djerba au XVIe siècle et sur lequel un feu de signalisation maritime est installé depuis longtemps.
Le feu actuel est mis en service en 1895. Il se trouve à l'ouest de l'aéroport international de Djerba-Zarzis. C'est une tour octogonale, avec galerie et lanterne, de douze mètres de haut attachée à une maison de gardiens de deux étages dans l'ancienne forteresse. L'édifice est peint en blanc alors que la galerie et la lanterne sont peintes en noir. Il émet, à une hauteur focale de seize mètres au-dessus du niveau de la mer, un éclat rouge toutes les quatre secondes, visible jusqu'à seize kilomètres.
Identifiant : ARLHS : TUN022 - Amirauté : E6338 - NGA : 21780.

### Lien connexe
- Liste des principaux phares de Tunisie
- Liste des phares et balises de Tunisie